# 国际安全与防扩散局
国际安全与防扩散局（英語：Bureau of International Security and Nonproliferation）是美国国务院的一个部门，成立于2005年9月13日，负责控制大规模杀伤性武器扩散，以及对和大规模杀伤性武器扩散有关的企业和个人实施制裁。

## 外部連結
- 官方网站